# Râul Valea lui Stere
Râul Valea lui Stere este curs de apă, afluent al râului Valea cu Apă. 

## Hărți
- Harta Județului Brașov
- Harta Orașului Brașov
- Harta Munților Postăvaru  Arhivat în 3 august 2008, la Wayback Machine.